# Eclipse lunar de junio de 2012
| Eclipse parcial de luna 4 de junio de 2012                                                                         | Eclipse parcial de luna 4 de junio de 2012 |
| --- | ------------------------------------------ |
| Fotografía del eclipse lunar en Australia.                                                                         |                                            |
| Previo | Eclipse \| Eclipse total \| Saros          |
| Posterior | Eclipse \| Eclipse total \| Saros          |
| La Luna pasando de derecha a izquierda a través de la sombra de la Tierra.                                         |                                            |
| Saros | 140 (25 de 80)                             |
| Duración (h:min:s)                                                                                                 |                                            |
| Parcial | 2:06:35                                    |
| Penumbra | 4:30:02                                    |
| Contactos |                                            |
| P1 | 08:48:11 UTC                               |
| U1 | 09:59:53 UTC                               |
| Máximo | 11:03:12 UTC                               |
| U4 | 12:06:28 UTC                               |
| P4 | 13:18:13 UTC                               |
| Representación del movimiento por hora de la Luna a través de la sombra de la Tierra en la constelación de Ofiuco. |                                            |

Un eclipse lunar parcial tuvo lugar el 4 de junio de 2012. La Luna estuvo cubierta en un 30% por la sombra umbral de la Tierra durante el máximo del eclipse. La parte de la Luna que paso a través de la penumbra terrestre se vio significativamente oscurecida, mientras que la porción que atravesó la zona umbral se observó de tono rojizo oscuro. Esta coloración se debe a la luz refractada por la atmósfera terrestre que llega al satélite.

## Visualización

### Mapa
El eclipse fue completamente visible desde el oeste de Australia, Nueva Zelanda y todo el Océano Pacífico. Todo el suroeste asiático y el este australiano pudo verlo en el ocaso, mientras que casi toda América pudo ver el eclipse lunar durante el amanecer.
El siguiente mapa muestra las regiones desde las cuales fue posible ver el eclipse. En gris, las zonas que no observaron el eclipse; en blanco, las que si lo vieron; y en celeste, las regiones que pudieron ver el eclipse durante la salida o puesta de la luna.

## Eclipses relacionados

### Año lunar
Este eclipse es uno de los cinco eclipses lunares de una serie de corta duración. Un año lunar se repite cada doce lunaciones o 354 días, es decir que cada año de nuestro calendario gregoriano los eclipses suceden unos 10 días antes que el anterior. Debido a esa diferencia, la sombra de la Tierra se desvía unos 11 grados al oeste en eventos secuenciales.

### Ciclo de Saros
Éste eclipse es el vigesimocuarto de los 77 que constituyen la serie saros 140, que se repite cada 18 años y 11 días. El anterior eclipse de esta serie ocurrió el 25 de mayo de 1994 y el próximo tendrá lugar el 15 de junio de 2030. El primer eclipse de esta serie ocurrió el 25 de septiembre de 1597, y la serie finalizará con el eclipse del 6 de enero de 2968.

## Galería de fotos

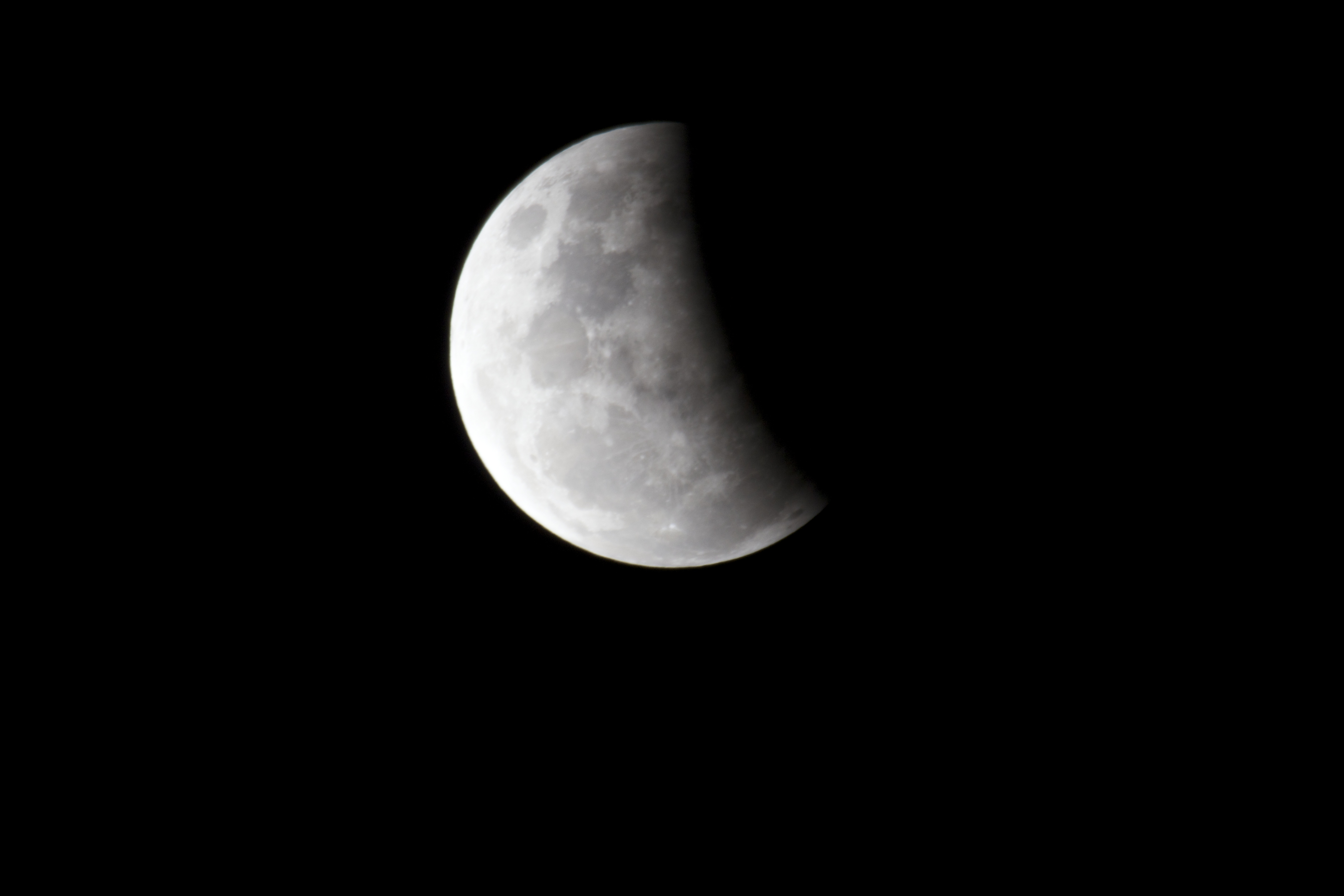
Australia.
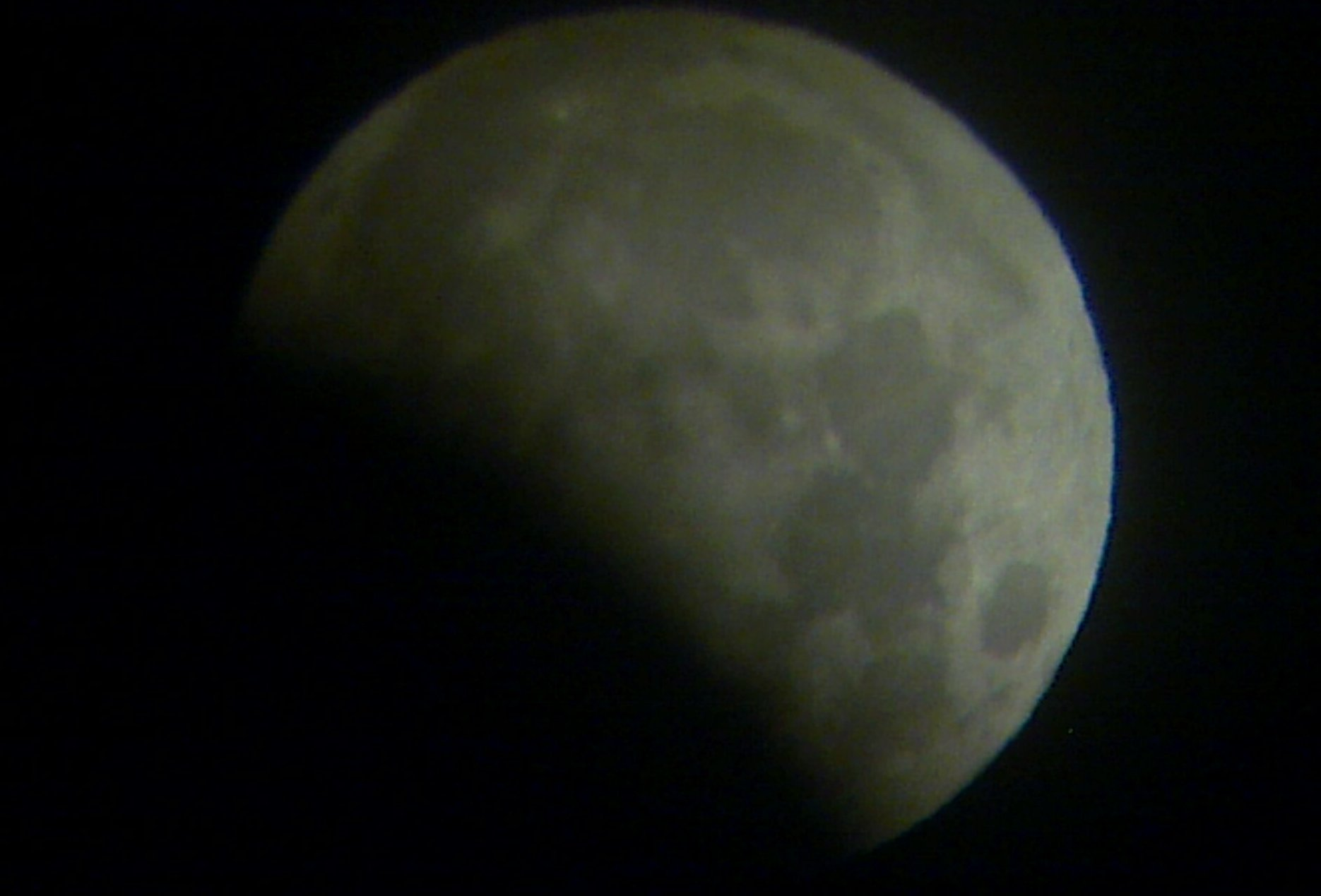
Albuquerque, Nuevo México, Estados Unidos.
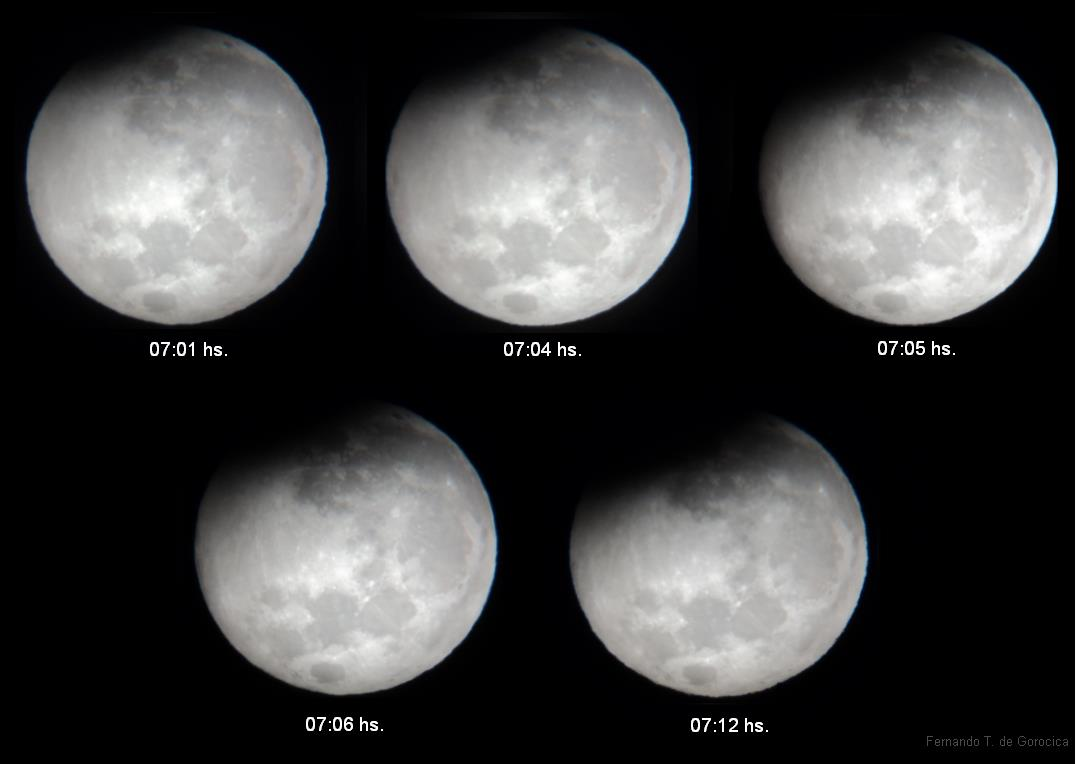